# Manic Eden
I Manic Eden erano un supergruppo heavy metal fondato nel 1993 dagli ex componenti dei Whitesnake.

## Storia
I Manic Eden vennero fondati nel 1993 ed erano composti da tre quinti della formazione dei Whitesnake dell'epoca di Slip of the Tongue, formati da Adrian Vandenberg (chitarra), Rudy Sarzo (basso) e Tommy Aldridge (batteria). Inoltre i veterani Sarzo e Aldridge, avevano suonato assieme nella band di Ozzy Osbourne tra il 1981 e il 1982 e nel supergruppo M.A.R.S. assieme al chitarrista Tony MacAlpine e il cantante Rob Rock. Tutti questi musicisti erano già noti prima dei entrare nella formazione dei Whitesnake: Sarzo aveva esordito come bassista dei Quiet Riot, Aldridge aveva lavorato con noti gruppi come Black Oak Arkansas, Pat Travers e Gary Moore, mentre l'olandese Adrian Vandenberg aveva ottenuto un certo successo in patria con i Vandenberg.
Il trio arruolò originariamente l'ex cantante degli House of Lords James Christian iniziando a comporre del materiale. Tuttavia, poco prima della conclusione del contratto con l'etichetta giapponese, Christian abbandonò il progetto. Il singer non era soddisfatto delle direzioni musicali intraprese dal gruppo, ritenendo di essere soltanto un sostituto di David Coverdale, in una sorta di "nuovi" Whitesnake. Quindi il trio contattò l'ex Little Caesar Ron Young a sua sostituzione. Saranno proprio Yong e Vanderberg i songwriter del progetto. Nel 1994 viene pubblicato l'omonimo Manic Eden, prodotto da Tom Fletcher (produttore dei Dangerous Toys).
Anche se la band era intenzionata a suonare i tour in Europa, a seguito della realizzazione dell'album nel contiene per la label francese CNR Music, le uniche date live intraprese furono una serie di esibizioni acustiche organizzate in dei negozi di dischi per iniziativa della catena FNAC in Francia. Dato lo scarso successo, Adrian Vandenberg decise di abbandonare il progetto per riprendere i suoi rapporti con David Coverdale per un ultimo disco dei Whitesnake. Il chitarrista registrerà infatti il disco Restless Heart nel 1997, nel progetto rinominato David Coverdale's Whitesnake. Rudy Sarzo, dopo essere tornato nella formazione dei Whitesnake assieme a Vandenberg per un breve periodo, abbandonò questi ultimi nel '94 e tornò nella formazione dei Quiet Riot nel 1997.

## Formazione

### Ultima
- Ron Young - voce (1994)
- Adrian Vandenberg - chitarra (1993-1994)
- Rudy Sarzo - basso (1993-1994)
- Tommy Aldridge - batteria (1993-1994)

### Ex componenti
- James Christian - voce

## Discografia
- 1994 - Manic Eden